# Anton Zabolotnyj
Anton Konstantinovič Zabolotnyj (in russo Антон Константинович Заболотный?; Aizpute, 13 giugno 1991) è un calciatore russo, attaccante dello Spartak Mosca.

## Caratteristiche tecniche
È un centravanti.

## Carriera

### Club
Cresciuto nelle giovanili del CSKA Mosca, ha esordito con la maglia del Volgar'-Gazprom il 23 novembre 2017 in un match vinto 1-0 contro il Volga Nižnij Novgorod.
Il 31 maggio 2021 viene ceduto al CSKA Mosca.
Il 18 giugno 2024 viene annunciato che non avrebbe rinnovato il proprio contratto con il club moscovita.

### Nazionale
Ha giocato nelle nazionali giovanili russe Under-19 ed Under-21.
Ha esordito con la nazionale maggiore russa il 7 ottobre 2017 in un'amichevole vinta 4-2 contro la Corea del Sud.
L'11 maggio 2021 viene inserito nella lista dei preconvocati in vista dell'Europeo. Il 2 giugno viene confermato nella lista definitiva del CT degli orsi Stanislav Čerčesov.

## Statistiche

### Presenze e reti nei club
Statistiche aggiornate al 24 dicembre 2017.
| Stagione             | Squadra               | Campionato           | Campionato | Campionato | Coppe nazionali | Coppe nazionali | Coppe nazionali | Coppe continentali | Coppe continentali | Coppe continentali | Altre coppe | Altre coppe | Altre coppe | Totale | Totale | Totale |
| Stagione             | Squadra               | Comp                 | Pres       | Reti       | Comp            | Pres            | Reti            | Comp               | Pres               | Reti               | Comp        | Pres        | Reti        | Pres   | Reti   |        |
| -------------------- | --------------------- | -------------------- | ---------- | ---------- | --------------- | --------------- | --------------- | ------------------ | ------------------ | ------------------ | ----------- | ----------- | ----------- | ------ | ------ | ------ |
| 2010                 | Volgar'-Gazprom       | 2D                   | 16         | 6          | CR              | 1               | 0               |                    | -                  | -                  |             | -           | -           | 17     | 6      |        |
| 2011-gen.2012        | Ural                  | FNL                  | 21         | 6          | CR              | 1               | 0               |                    | -                  | -                  |             | -           | -           | 22     | 6      |        |
| gen.-giu. 2012       | Dinamo Brjansk        | FNL                  | 13         | 2          | CR              | 0               | 0               |                    | -                  | -                  |             | -           | -           | 13     | 2      |        |
| 2012-feb.2013        | CSKA Mosca            | PL                   | 0          | 0          | CR              | 0               | 0               |                    | -                  | -                  |             | -           | -           | 0      | 0      |        |
| feb.-giu. 2013       | Ufa                   | FNL                  | 5          | 1          | CR              | 0               | 0               |                    | -                  | -                  |             | -           | -           | 5      | 1      |        |
| 2013-2014            | Ufa                   | FNL                  | 25         | 4          | CR              | 1               | 0               |                    | -                  | -                  |             | -           | -           | 26     | 4      |        |
| Totale Ufa           | Totale Ufa            | Totale Ufa           | 30         | 5          |                 | 1               | 0               |                    | -                  | -                  |             | -           | -           | 31     | 5      |        |
| 2014-2015            | Fakel Voronež         | PPF                  | 19         | 10         | CR              | 0               | 0               |                    | -                  | -                  |             | -           | -           | 19     | 10     |        |
| 2015-gen. 2016       | Fakel Voronež         | FNL                  | 18         | 1          | CR              | 1               | 0               |                    | -                  | -                  |             | -           | -           | 19     | 1      |        |
| Totale Fakel Voronez | Totale Fakel Voronez  | Totale Fakel Voronez | 37         | 11         |                 | 1               | 0               |                    | -                  | -                  |             | -           | -           | 38     | 11     |        |
| gen.-giu. 2016       | Tosno                 | FNL                  | 10         | 4          | CR              | 0               | 0               |                    | -                  | -                  |             | -           | -           | 10     | 4      |        |
| 2016-2017            | Tosno                 | FNL                  | 32         | 16         | CR              | 1               | 0               |                    | -                  | -                  |             | -           | -           | 33     | 16     |        |
| 2017-gen. 2018       | Tosno                 | PL                   | 19         | 4          | CR              | 0               | 0               |                    | -                  | -                  |             | -           | -           | 19     | 4      |        |
| Totale Tosno         | Totale Tosno          | Totale Tosno         | 61         | 24         |                 | 1               | 0               |                    | -                  | -                  |             | -           | -           | 62     | 24     |        |
| gen.-giu. 2018       | Zenit San Pietroburgo | PL                   | 10         | 1          | CR              | 0               | 0               | UEL                | 4                  | 0                  |             | -           | -           | 14     | 1      |        |
| 2018-2019            | Zenit San Pietroburgo | PL                   | 16         | 0          | CR              | 2               | 1               | UEL                | 12                 | 2                  |             | -           | -           | 30     | 3      |        |
| Totale Zenit         | Totale Zenit          | Totale Zenit         | 26         | 1          |                 | 2               | 1               |                    | 16                 | 2                  |             | -           | -           | 44     | 4      |        |
| 2019-2020            | Soči                  | PL                   | 21         | 5          | CR              | 1               | 0               |                    | -                  | -                  |             | -           | -           | 22     | 5      |        |
| 2020-2021            | Soči                  | PL                   | 27         | 9          | CR              | 3               | 1               |                    | -                  | -                  |             | -           | -           | 30     | 10     |        |
| Totale Soči          | Totale Soči           | Totale Soči          | 48         | 14         |                 | 4               | 1               |                    | -                  | -                  |             | -           | -           | 52     | 15     |        |
| Totale carriera      | Totale carriera       | Totale carriera      | 252        | 69         |                 | 11              | 2               |                    | 16                 | 2                  |             | -           | -           | 279    | 73     |        |

### Cronologia presenze e reti in nazionale
| Cronologia completa delle presenze e delle reti in nazionale ― Russia | Cronologia completa delle presenze e delle reti in nazionale ― Russia | Cronologia completa delle presenze e delle reti in nazionale ― Russia | Cronologia completa delle presenze e delle reti in nazionale ― Russia | Cronologia completa delle presenze e delle reti in nazionale ― Russia | Cronologia completa delle presenze e delle reti in nazionale ― Russia | Cronologia completa delle presenze e delle reti in nazionale ― Russia | Cronologia completa delle presenze e delle reti in nazionale ― Russia |
| Data                                                                  | Città                                                                 | In casa                                                               | Risultato                                                             | Ospiti                                                                | Competizione                                                          | Reti                                                                  | Note                                                                  |
| --------------------------------------------------------------------- | --------------------------------------------------------------------- | --------------------------------------------------------------------- | --------------------------------------------------------------------- | --------------------------------------------------------------------- | --------------------------------------------------------------------- | --------------------------------------------------------------------- | --------------------------------------------------------------------- |
| 7-10-2017                                                             | Mosca                                                                 | Russia                                                                | 4 – 2                                                                 | Corea del Sud                                                         | Amichevole                                                            | -                                                                     | 80’                                                                   |
| 10-10-2017                                                            | Kazan'                                                                | Russia                                                                | 1 – 1                                                                 | Iran                                                                  | Amichevole                                                            | -                                                                     | 83’                                                                   |
| 11-11-2017                                                            | Mosca                                                                 | Russia                                                                | 0 – 1                                                                 | Argentina                                                             | Amichevole                                                            | -                                                                     | 88’                                                                   |
| 23-3-2018                                                             | Mosca                                                                 | Russia                                                                | 0 – 3                                                                 | Brasile                                                               | Amichevole                                                            | -                                                                     | 71’                                                                   |
| 27-3-2018                                                             | San Pietroburgo                                                       | Russia                                                                | 1 – 3                                                                 | Francia                                                               | Amichevole                                                            | -                                                                     | 67’                                                                   |
| 10-9-2018                                                             | Rostov sul Don                                                        | Russia                                                                | 5 – 1                                                                 | Rep. Ceca                                                             | Amichevole                                                            | 1                                                                     | 73’                                                                   |
| 11-10-2018                                                            | Kaliningrad                                                           | Russia                                                                | 0 – 0                                                                 | Svezia                                                                | UEFA Nations League 2018-2019 - 1º turno                              | -                                                                     | 87’                                                                   |
| 15-11-2018                                                            | Lipsia                                                                | Germania                                                              | 3 – 0                                                                 | Russia                                                                | Amichevole                                                            | -                                                                     | 55’                                                                   |
| 20-11-2018                                                            | Solna                                                                 | Svezia                                                                | 2 – 0                                                                 | Russia                                                                | UEFA Nations League 2018-2019 - 1º turno                              | -                                                                     | 69’                                                                   |
| 15-11-2020                                                            | Istanbul                                                              | Turchia                                                               | 3 – 2                                                                 | Russia                                                                | UEFA Nations League 2020-2021 - 1º turno                              | -                                                                     | 70’                                                                   |
| 18-11-2020                                                            | Belgrado                                                              | Serbia                                                                | 5 – 0                                                                 | Russia                                                                | UEFA Nations League 2020-2021 - 1º turno                              | -                                                                     | 50’ 72’                                                               |
| 27-3-2021                                                             | Soči                                                                  | Russia                                                                | 2 – 1                                                                 | Slovenia                                                              | Qual. Mondiali 2022                                                   | -                                                                     | 86’                                                                   |
| 1-6-2021                                                              | Breslavia                                                             | Polonia                                                               | 1 – 1                                                                 | Russia                                                                | Amichevole                                                            | -                                                                     | 67’                                                                   |
| 1-9-2021                                                              | Mosca                                                                 | Russia                                                                | 0 – 0                                                                 | Croazia                                                               | Qual. Mondiali 2022                                                   | -                                                                     | 46’                                                                   |
| 7-9-2021                                                              | Mosca                                                                 | Russia                                                                | 2 – 0                                                                 | Malta                                                                 | Qual. Mondiali 2022                                                   | -                                                                     | 71’                                                                   |
| 8-10-2021                                                             | Kazan'                                                                | Russia                                                                | 1 – 0                                                                 | Slovacchia                                                            | Qual. Mondiali 2022                                                   | -                                                                     | 46’                                                                   |
| 11-10-2021                                                            | Maribor                                                               | Slovenia                                                              | 1 – 2                                                                 | Russia                                                                | Qual. Mondiali 2022                                                   | -                                                                     | 78’                                                                   |
| 11-11-2021                                                            | San Pietroburgo                                                       | Russia                                                                | 6 – 0                                                                 | Cipro                                                                 | Qual. Mondiali 2022                                                   | 1                                                                     | 57’                                                                   |
| 14-11-2021                                                            | Spalato                                                               | Croazia                                                               | 1 – 0                                                                 | Russia                                                                | Qual. Mondiali 2022                                                   | -                                                                     | 56’                                                                   |
| Totale                                                                |                                                                       | Presenze                                                              | 19                                                                    |                                                                       | Reti                                                                  | 2                                                                     |                                                                       |

## Palmarès

### Club

#### Competizioni nazionali
- Campionato russo: 1

Zenit San Pietroburgo: 2018-2019
- Coppa di Russia: 1

CSKA Mosca: 2022-2023